# Olympische Winterspiele 2022/Teilnehmer (Dänemark)
| Gelbes Symbol für Goldmedaillen mit stilisierten Olympischen Ringen | Graues Symbol für Silbermedaillen mit stilisierten Olympischen Ringen | Braundes Symbol für Bronzemedaillen mit stilisierten Olympischen Ringen |
| ------------------------------------------------------------------- | --------------------------------------------------------------------- | ----------------------------------------------------------------------- |
| —                                                                   | —                                                                     | —                                                                       |

Dänemark nahm an den Olympischen Winterspielen 2022 in Peking mit 63 Athleten, davon 34 Männer und 29 Frauen, in fünf Sportarten teil. Es war die 16. Teilnahme des Landes an Olympischen Winterspielen. Auch Athleten aus Grönland starteten unter dänischer Flagge.

## Teilnehmer nach Sportarten

### Biathlon
| Athleten                | Wettbewerbe   | Zeit        | Fehler      | Rang |
| ----------------------- | ------------- | ----------- | ----------- | ---- |
| Frauen                  |               |             |             |      |
| Ukaleq Astri Slettemark | 7,5 km Sprint | 23:54,6 min | 0 (0+0)     | 65   |
| Ukaleq Astri Slettemark | 15 km Einzel  | 50:27,4 min | 0 (0+0+0+0) | 53   |

### Curling
| Wettbewerb      | Frauen | Männer |
| --------------- | --- | --- |
| Athleten        | Madeleine Dupont Mathilde Halse Denise Dupont My Larsen Jasmin Lander                                                                      | Mikkel Krause Mads Nørgård Henrik Holtermann Kasper Wiksten Tobias Thune                                                                      |
| Vorrunde        | China (7:6) Vereinigte Staaten (5:7) Japan (7:8) Schweiz (5:8) Großbritannien (2:7) ROC (5:10) Schweden (3:9) Südkorea (7:8) Kanada (4:10) | Kanada (5:10) China (4:5) ROC (2:10) Schweiz (6:8) Großbritannien (2:8) Norwegen (6:5) Schweden (3:8) Italien (3:10) Vereinigte Staaten (5:7) |
| Tie-Breaker     | ausgeschieden | ausgeschieden |
| Halbfinale      | ausgeschieden | ausgeschieden |
| Spiel um Bronze | ausgeschieden | ausgeschieden |
| Finale          | ausgeschieden | ausgeschieden |
| Rang            | 9 | 10 |

### Eishockey
| Wettbewerb                 | Frauen | Männer |
| -------------------------- | --- | --- |
| Athleten                   | Amalie Andersen Josephine Asperup Mia Bau Michele Brix Malene Frandsen Lilli Friis-Hansen Silke Glud Simone Jacquet Josefine Jakobsen Lisa Jensen Nicoline Jensen Kristine Melberg Emma-Sofie Nordström Julie Oksbjerg Julie Østergaard Josefine Persson Maria Peters Amanda Refsgaard Cassandra Repstock-Romme Emma Russell Sofie Skott Sofia Skriver Michelle Weis | Mikkel Aagaard Matthias Asperup Mathias Bau Hansen Phillip Bruggisser Mikkel Bødker Sebastian Dahm Frederik Dichow Patrick Galbraith Julian Jakobsen Jesper Jensen Jesper Jensen Aabo Nicholas Jensen Nicklas Jensen Emil Kristensen Oliver Larsen Matias Lassen Markus Lauridsen Oliver Lauridsen Morten Madsen Nicolai Meyer Frans Nielsen Nick Olesen Morten Poulsen Peter Regin Patrick Russell Frederik Storm |
| Trainer                    | Peter Elander | Heinz Ehlers |
| Gruppenphase               | China 1:3 (1:0, 0:1, 0:2) Japan 2:6 (0:3, 1:2, 1:1) Tschechien 3:2 (1:1, 1:1, 1:0) Schweden 1:3 (1:1, 0:1, 1:1) | Tschechien 2:1 (2:0, 0:1, 0:0) ROC 0:2 (0:0, 0:1, 0:1) Schweiz 5:3 (0:1, 3:0, 2:2) |
| Viertelfinal-Qualifikation | – | Lettland 3:2 (1:1, 1:1, 1:0) |
| Viertelfinale              | ausgeschieden | ROC 1:3 (0:1, 1:1, 0:1) |
| Rang                       | 10 | 7 |

### Eisschnelllauf
| Athleten           | Wettbewerbe | Zeit        | Rang |
| ------------------ | ----------- | ----------- | ---- |
| Männer             |             |             |      |
| Viktor Hald Thorup | 5000 m      | 6:28,87 min | 19   |

| Athleten           | Wettbewerbe | Halbfinale | Halbfinale | Finale        | Finale        | Rang |
| Athleten           | Wettbewerbe | Punkte     | Rang       | Punkte        | Rang          | Rang |
| ------------------ | ----------- | ---------- | ---------- | ------------- | ------------- | ---- |
| Männer             |             |            |            |               |               |      |
| Stefan Due Schmidt | Massenstart | 0          | 12         | ausgeschieden | ausgeschieden | 25   |
| Viktor Hald Thorup | Massenstart | 1          | 10         | ausgeschieden | ausgeschieden | 21   |

### Ski Alpin
| Athleten             | Wettbewerbe | 1. Lauf     | 1. Lauf | 2. Lauf | 2. Lauf | Gesamt      | Gesamt |
| Athleten             | Wettbewerbe | Zeit        | Rang    | Zeit    | Rang    | Zeit        | Rang   |
| -------------------- | ----------- | ----------- | ------- | ------- | ------- | ----------- | ------ |
| Männer               |             |             |         |         |         |             |        |
| Casper Dyrbye Næsted | Slalom      | 1:01,38 min | 38      | 55,89 s | 31      | 1:57,27 min | 30     |